# 梅本克己
梅本 克己（うめもと かつみ、1912年3月26日 - 1974年1月14日）は、日本の哲学者。

## 人物
神奈川県生まれ。東京帝国大学（現 東京大学）倫理学科卒。1942年、旧制水戸高等学校（現 茨城大学）教授。
戦後マルクス主義者となり、主体性論争で主体的唯物論を展開する。1947年『展望』2月号に「人間的自由の限界」、10月号に「唯物論と人間」を発表し、1948年『世界』7月号で松村一人が「哲学における修正主義」で批判して論争が始まった。1954年立命館大学教授となるが、病気で退職。以後、哲学研究と著述に専念し、在野のマルクス主義研究家となった。
内務官僚を経て政治家となった後藤田正晴は、旧制水戸高・東大時代の学友。

## 著書
- 『唯物史観と道徳』（三一書房） 1949
- 『人間論 実践論・矛盾論の研究序説』（理論社） 1953
- 『哲学入門 物の考えかた』（三一書房、対話式入門講座） 1954
- 『過渡期の意識』（現代思潮社） 1959
- 『唯物論と主体性』（現代思潮社） 1961
- 『現代思想入門』（三一新書） 1963
- 『マルクス主義における思想と科学』（三一書房） 1964
- 『革命の思想とその実験』（三一書房） 1966
- 『唯物史観と現代』（岩波新書） 1967
- 『唯物論入門』（清水弘文堂書房） 1969
- 『唯物史観と経済学』（現代の理論社） 1971
- 『過渡期の意識過去』（現代思潮社） 1975
- 「梅本克己著作集」全10巻（三一書房）
  1. 『主体性論1』（陸井四郎解説） 1977
  2. 『主体性論2』（田辺典信解説） 1977
  3. 『人間論』（大井正解説） 1977
  4. 『現代思想入門』（古田光解説） 1977
  5. 『社会科学とイデオロギー』（武井邦夫解説） 1977
  6. 『唯物史観と人類史の構想』（沖浦和光解説） 1977
  7. 『唯物史観と現代』（坂本賢三解説） 1977
  8. 『革命と人間』（安東仁兵衛解説） 1977
  9. 『宗教・文学・人間』（野間宏解説） 1978
  10. 『日記抄・随想』（田辺典信解説） 1978
- 『梅本克己スケッチ集』（梅本千代子） 1993.1
- 『梅本克己短歌抄』（梅本千代子） 1993.1

### 共著
- 『現代日本の革新思想』（佐藤昇, 丸山真男共著、河出書房新社） 1966
- 『毛沢東思想と現代の課題』（対談 遠坂良一、三一書房） 1972
- 『社会科学と弁証法』（宇野弘蔵共著、岩波書店） 1976